# Zsuzsanna Tomori
Zsuzsanna Tomori (født d. 18 juni 1987 i Budapest,Ungarn) er en kvindelig håndboldspiller fra Ungarn som spiller for Siófok KC og for det ungarske landshold.

## Bedrifter
- Nemzeti Bajnokság I:
  - Vinder: 2008, 2009, 2015, 2016, 2017, 2018, 2019
  - Sølv vinder: 2012, 2013, 2014
  - Bronze vinder: 2011

- Magyar Kupa:
  - Vinder: 2008, 2009, 2010, 2016, 2018

- EHF Champions League:
  - Vinder: 2017, 2018, 2019
  - Finalist: 2009
  - Semifinalist: 2008

- EHF Cup Winners' Cup:
  - Vinder: 2011, 2012

- European Championship:
  - Bronze vinder: 2012